# ألويس برونر
أليوس بورنير (بالألمانية: Alois Brunner) ، من مواليد 8 أبريل 1912م، وهو عسكري نمساوي كبير (الإس إس) وعمل مع حكومة ألمانيا النازية من عام 1932م حتى عام 1945م، وتوفي في سوريا خلال عقد عام 2010م وعمره تجاوز الثامنة والتسعين من عمره.

## الحكم النازي
عاش أليوس بورنير في فترة الحكم النازي، وانضم إلى الجيش الألماني عام 1932م، وكان أليوس يشرف على ترحيل 128 ألف يهودي إلى المخيمات ومعسكرات التوقيف، وكان مساعداً للقائد العسكري أدولف إيخمان ، وإيخمان كان رئيساً للمخابرات الألمانية «غياتسو» ، والذي أعدم في فلسطين المحتلة عام 1962م بتهمة ماوصفت المحكمة الإسرائيلية بأنها جريمة حرب ضد اليهود.

## حياته بعد الحرب العالمية الثانية
كان برونير خرج من ألمانيا خوفاً من المحكمة العسكرية التي شكلها قوات التحالف في ألمانيا، وذهب إلى العاصمة المصرية القاهرة، وكان يعمل فيها تاجراً للسلاح، وانتقل برونير إلى سوريا ليعمل تحت الاسم المستعار «جورج فيشر» كمستشار للرئيس السوري حافظ الأسد
، حيث يتهمه الباحث الإسرائيلي إفرايم زوروف بأنه نقل الأساليب الإستخباراتيه للتعذيب وانتزاع الاعترافات.

## وفاته
توفي في العاصمة السورية دمشق لعمر ناهز الثامنة والتسعين من عمره.